# Hello world (programma)

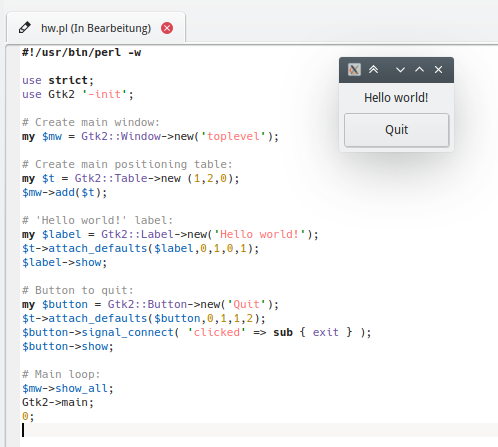
Een grafische versie van Hello world in Perl

Een Hello world-programma is een eenvoudig computerprogramma dat niets anders doet dan de tekst "Hello world" op het scherm tonen.
Een dergelijk programma wordt meestal als eerste voorbeeld gebruikt in een cursus programmeren in een bepaalde programmeertaal of -omgeving. Het wordt tevens gebruikt om na te gaan of de nodige basisprogrammeeromgeving aanwezig is en functioneert. Dit basisvoorbeeld wordt vervolgens in de cursus gebruikt als opstapje naar het schrijven van geavanceerdere programma's. In het verlengde hiervan gebruiken ook verschillende cursussen en boeken van computertalen een Hello world-variant als eerste kennismaking en startvoorbeeld.
Voor zover bekend werd de eerste versie van Hello world gebruikt door de makers van de programmeertaal C om hun programmeertaal te laten zien. Het toont de basale geschiktheid van een programmeertaal aan om via een uitvoerapparaat met een gebruiker te communiceren.
In 1974 kwam het voor in een intern memorandum van Bell Labs door Brian Kernighan: Programming in C: A Tutorial (Programmeren in C: Een leertekst). Hierin werd het aangeduid als "een eenvoudig C-programma".
```
main
(
 
)
 
{

        
printf
(
"hello, world"
);

}

```

De taal C was in die tijd nog volop in ontwikkeling, en toen het programma in 1978 voor het eerst gepubliceerd werd, in The C programming language (De programmeertaal C) van Kernigan & Ritchie, was het als volgt geworden:
```
#include
 
<stdio.h>

int
 
main
(
void
)

{

    
printf
(
"hello, world
\n
"
);

    
return
 
0
;

}

```

Sindsdien is het gebruikelijk een nieuwe programmeertaal zo voor eerste kennismaking te presenteren. De lijst die nu volgt, geeft ook (arbitraire) uitwerkingen in programmeertalen die al eerder dan C bestonden.

## 'Hello world' in verschillende programmeertalen

### ABAP
```
  
REPORT
 
HELLO
.

  
WRITE
 
'Hello world'
.

```

### Active Server Pages
Korte notatie:
```
 
<%=
"Hello world"
%>

```

Lange notatie:
```
 
<%

 
Response
.
Write
(
"Hello world"
)

 
%>

```

### Algol 68
```
 BEGIN
   print (("Hello world", new line));
 END

```

### APL
```
∇
 
''
HELLO
''

[
1
]
 
’
''
HELLO
 
WORLD
''
’

∇

```

### AutoIt3
```
 
Msgbox
 
(
0
,
 
"Hello world"
,
 
"Hello world"
 
)

```

### AWK
```
 
BEGIN
 
{
 
print
 
"Hello world"
 
}

```

### BASIC
```
 
10
 
PRINT
 
"Hello world"

```

### Beta
```
 (# do 'Hello world' -> putline #);

```

### Boo
```
 
print
 
"Hello world"

```

### Brainfuck
```
++++++++++
[
>
+++++++
>
++++++++++
>
+++
>
+

<<<<
-
]
>
++
.
>
+
.
+++++++
..
+++
.
>
++
.
<<
++++

+++++++++++
.
>
.
+++
.
------
.
--------
.
>
+

.
>
.

```

### C
```
 
#include
 
<stdio.h>

 

 
int
 
main
(
void
)

 
{

   
printf
(
"Hello world
\n
"
);

   
return
 
0
;

 
}

```

### C/AL
```
 message('Hello world');

```

### C++
```
 
#include
 
<iostream>

 
using
 
namespace
 
std
;

 

 
int
 
main
()

 
{

   
cout
 
<<
 
"Hello world"
 
<<
 
endl
;

   
return
 
0
;

 
}

```

### C#
```
 
class
 
HelloWorld
 
{

 	
static
 
void
 
Main
()
 
{

 		
System
.
Console
.
WriteLine
(
"Hello world"
);

 	
}

 
}

```

### Caml
```
 
print_string
 
"Hello world"
;
 
flush
 
std_out
;;

```

### Clean
```
module
 
hello

Start
 
=
 
"Hello world"

```

### Clipper
```
 ? "Hello world"

```

of 
```
 @ 3,20 SAY "Hello world"

```

### COBOL
Mogelijk voorbeeld volgens de standaarden COBOL '68, COBOL '74 en COBOL '85 (ANSI):
```
 00001
0 
IDENTIFICATION
 
DIVISION
.

 00002
0 
PROGRAM-ID
.
   
HELLOWORLD
.

 00003
0 
DATE-WRITTEN
.
 
10
/
08
/
04 00
:
04
.

 00004
0 
AUTHOR
.
       
UNKNOWN
 
AUTHOR
.

 00005
0

 000100 
ENVIRONMENT
 
DIVISION
.

 00020
0 
CONFIGURATION
 
SECTION
.

 00021
0 
SOURCE-COMPUTER
.
 
MAINFRAME
.

 00022
0 
OBJECT-COMPUTER
.
 
MAINFRAME
.

 00023
0

 000300 
DATA
 
DIVISION
.

 00031
0 
WORKING-STORAGE
 
SECTION
.

 00032
0 01  
TEXT
 
PIC X(12)

 00033
0    
VALUE 
"HELLO, WORLD"
.

 00041
0

 000500 
PROCEDURE
 
DIVISION
.

 00060
0 
MAIN-LOGIC
 
SECTION
.

 00070
0 
MAIN-LOGIC-BEGIN
.

 00071
0     
DISPLAY
 
TEKST
.

 00060
0 
MAIN-LOGIC-END
.

 00070
0     
STOP
 
RUN
.

```

Niet al deze code hoeft in alle gevallen gebruikt te worden. In de COBOL 2002-(ISO)-standaard zijn bepaalde taalelementen zelfs afgeschaft. Onderstaand programma zal in COBOL 2002 hetzelfde resultaat hebben:
```
 PROGR
AM-ID
.
     
HELLOWORLD
.

 DATE-
WRITTEN
.
   
10
/
18
/
12 12
:
50
.

 AUTHO
R
.
         
UNKNOWN
 
AUTHOR
.

 

 PROCE
DURE
 
DIVISION
.

   DIS
PLAY
 
"Hello world"

   STO
P
 
RUN
.

```

### CPS/PL1
```
PUT LIST ("Hello world");
```

### D
```
 
import
 
std
.
stdio
;

 

 
public
 
int
 
main
(
in
 
char
[][]
 
args
)
 
{

     
writefln
(
"Hello world"
);

     
return
 
0
;

 
}

```

### Expect
```
 send_user "Hello world\n";

```

### F#
```
 
printfn
 
"Hello World"

```

### Fortran
```
     
PROGRAM 
HELLO

     
WRITE
 
(
*
,
100
)

     
STOP

 
100
 
FORMAT
 
(
'HELLO, WORLD'
 
/
)

     
END

```

- of -
```
     
PROGRAM 
HELLO

     
PRINT
 
*
,
'HELLO, WORLD'

     
END

```

Merk op dat onderkast (kleine letters) aanvankelijk niet werd gebruikt.

### GML
```
 draw_text(0,0,"Hello world");

```

- of -
```
 show_message("Hello world");

```

### Haskell
```
main
 
::
 
IO
 
()

main
 
=
 
putStrLn
 
"Hello world"

```

### GDScript
```
func
 
_ready
():

	
print
(
"Hello world"
)

```

### Google Go
```
 
package
 
main

  

 
import
 
"fmt"

 

 
func
 
main
()
 
{

     
fmt
.
Println
(
"Hello world"
)

 
}

```

### INTERCAL
```
DO ,1 <- #13
PLEASE DO ,1 SUB #1 <- #238
DO ,1 SUB #2 <- #108
DO ,1 SUB #3 <- #112
DO ,1 SUB #4 <- #0
DO ,1 SUB #5 <- #64
DO ,1 SUB #6 <- #194
DO ,1 SUB #7 <- #48
PLEASE DO ,1 SUB #8 <- #22
DO ,1 SUB #9 <- #248
DO ,1 SUB #10 <- #168
DO ,1 SUB #11 <- #24
DO ,1 SUB #12 <- #16
DO ,1 SUB #13 <- #162
PLEASE READ OUT ,1
PLEASE GIVE UP

```

### Java
```
 
public
 
class
 
HelloWorld
 
{

    
public
 
static
 
void
 
main
(
String
[]
 
args
)
 
{

       
System
.
out
.
println
(
"Hello world"
);

    
}

 
}

```

### JavaScript
```
 
document
.
write
(
'Hello world'
);

```

Of:
```
 
console
.
log
(
'Hello world'
);

```

Of:
```
 
alert
(
'Hello world'
);

```

Of:
```
 
document
.
body
.
innerHTML
 
=
 
'Hello world'
;

```

### JavaScriptBookmarklet
```
 
javascript
:
'Hello world'

```

of
```
 
javascript
:
alert
(
"Hello world"
)

```

### JavascriptNode.jsHTTP-server
```
var
 
http
 
=
 
require
(
'http'
);

http
.
createServer
(

  
function
 
(
request
,
 
response
)
 
{

    
response
.
writeHead
(
200
,
 
{
'Content-Type'
:
 
'text/plain'
});

    
response
.
end
(
'Hello World\n'
);

  
}

).
listen
(
8000
);

console
.
log
(
'Server running at http://localhost:8000/'
);

```

### Lisp
```
 
(
print
 
"Hello world\n"
)

```

### Liberty BASIC
```
 
notice
 
"Hello world"

```

### Lua
```
print
(
"Hello World"
)

```

### Malbolge
```
 ('&%:9]!~}|z2Vxwv-,POqponl$Hjig%eB@@>}=<M:9wv6WsU2T|nm-,jcL(I&%$#"
 `CB]V?Tx<uVtT`Rpo3NlF.Jh++FdbCBA@?]!~|4XzyTT43Qsqq(Lnmkj"Fhg${z@>
```

### Oberon
```
 
MODULE
 
Hello
;

 
IMPORT
 
  
Out
;

 
PROCEDURE
 
Do
*
;

 
BEGIN

  
Out
.
String
(
"Hello world"
);
 
  
Out
.
Ln
	
 
END
 
Do
;

 
END
 
Hello
.

```

### Objective-C
```
 
#include
 
<Foundation/Foundation.h>

 
int
 
main
 
(
int
 
argc
,
 
const
 
char
 
*
argv
[])

 
{

        
NSAutoreleasePool
 
*
pool
 
=
 
[[
NSAutoreleasePool
 
alloc
]
 
init
];

        
NSLog
 
(
@"Hello world"
);

        
[
pool
 
drain
];

        
return
 
0
;

 
}

```

### Pascal
```
 
program
 
helloworld
(
output
)
;

 
begin

  
writeln
(
'Hello world'
)

 
end
.

```

### Perl
```
 
print
 
"Hello world\n"
;

```

### PHP: Hypertext Preprocessor
Korte  notatie:
```
 
<?=
"Hello world"
?>

```

Lange notatie:
```
 
<?php

 
echo
 
"Hello world"
;

 
?>

```

### PL/1
```
 Hello: proc options(main);
     put list ('Hello world');
 end Hello;

```

### PL/pgSQL
```
 
begin

     
dbms_output
.
put_line
(
'Hello world'
);

 
end
;

```

### Prolog
```
 
write
(
'Hello world'
),
 
nl
.

```

### Python

#### Python 2
```
 
print
 
"Hello world"

```

#### Python 3
```
 
print
(
"Hello world"
)

```

### قلب
```
 (قول "مرحبا يا عالم!")

```

### RPG
```
 I              'HELLO WORLD'        C         HELLO
 C                     DSPLY          HELLO
 C                     RETRN

```

### Ruby
```
 
print
 
"Hello world"

```

### Rust
```
fn
 
main
()
 
{

    
println!
(
"Hello World!"
);

}

```

### SAS
```
data 
_null_
;

 put 
"Hello world"
;

run;

```

of:
```
%put 
Hello world;

```

### Scala
Een versie die in een command-line-interface gestart kan worden:
```
// Hello World in Scala

object
 
HelloWorld
 
{

  
def
 
main
(
args
:
 
Array
[
String
])
 
{

    
println
(
"Hello, world!"
)

  
}

}

```

Een versie met een grafische gebruikersomgeving:
```
import
 
swing
.
_

object
 
HelloWorld
 
extends
 
SimpleSwingApplication
 
{

  
def
 
top
 
=
 
new
 
MainFrame
 
{

    
title
 
=
 
"Hello world"

    
contents
 
=
 
new
 
Button
 
{

      
text
 
=
 
"Click Me!"

    
}

  
}

}

```

### Seed7
```
 $ include "seed7_05.s7i";
 
 const proc: main is func
   begin
     writeln("Hello world");
   end func;

```

### Shelltalen
```
 
echo 
Hello
 
world

```

Deze vorm werkt in (bijna) alle shelltalen: de Bourne-shell, korn-shell, Bourne again shell, POSIX-shell, C-shell en de DOS- en Windows-shells.
In sommige shelltalen kan het volgende alternatief gebruikt worden:
```
 
printf
 
"Hello world\n"

```

### Swift
```
 
print
(
"Hello, World!"
)

```

### Tcl
```
 
puts
 
"Hello world"

```

### Visual Basic
```
 
MessageBox
.
show
(
"Hello world"
)

```

of
```
 
MsgBox
(
"Hello world"
)

```

of
```
 
Debug
.
print
(
"Hello world"
)

```

### Visual Basic script
```
 
MsgBox
(
"Hello world"
)

```

### Visual DialogScript
```
info Hello world
```

### WebAssembly Text Format
Door het importeren van "console.log" van javascript
```
(
module

  
(
import
 
"console"
 
"log"
 
(
func
 
$log
 
(
param
 
i32
)
 
(
param
 
i32
)))

  
(
import
 
"js"
 
"mem"
 
(
memory
 
1
))

  
  
(
data
 
(
i32.const
 
0
)
 
"Hello World"
)
 
;; string in global memory schrijven

  
(
func
 
(
export
 
"helloWorld"
)

      
i32.const
 
0

      
i32.const
 
11

      
call
 
$log

  
)

)

```

Het bovenstaande kan dan na compileren naar een .wasm bestand gebruikt worden in javascript:
```
function
 
consoleLogString
(
offset
,
 
length
)
 
{

  
var
 
bytes
 
=
 
new
 
Uint8Array
(
memory
.
buffer
,
 
offset
,
 
length
);

  
var
 
string
 
=
 
new
 
TextDecoder
(
'utf8'
).
decode
(
bytes
);

  
console
.
log
(
string
);

}

var
 
memory
 
=
 
WebAssembly
.
Memory
({
initial
:
 
1
});

var
 
importObject
 
=
 
{

  
console
:
 
{

    
log
:
 
consoleLogString

  
},
 
js
:
 
{

    
mem
:
 
memory

  
}

};

WebAssembly
.
instantiateStreaming
(
fetch
(
"log.wasm"
),
 
importObject
)

  
.
then
(
obj
 
=>
 
{

    
obj
.
instance
.
exports
.
helloWorld
();

  
});

```

## Hello world in verschillende opmaaktalen

### HTML
```
 
<
html
>

   
<
head
>

     
<
title
>

       Hello world
     
</
title
>

   
</
head
>

   
<
body
>

     
<
p
>
Hello world
</
p
>

   
</
body
>

 
</
html
>

```

Of zonder titel:
```
 
<
html
>

   
<
body
>

     
<
p
>
Hello world
</
p
>

   
</
body
>

 
</
html
>

```

### LaTeX
```
 
\documentclass
{
article
}

 
\begin
{
document
}

   Hello world
 
\end
{
document
}

```

### XML
```
 
<?xml version="1.0"?>

 
<tekst>
Hello
 
world
</tekst>

```